# والتر إيجرتون
والتر إيجرتون (بالإنجليزية: Walter Egerton)‏ هو سياسي نيجيري، ولد في 1858، وتوفي في 22 مارس 1947. انتخب Governor of Queensland ‏.